# أرتيوموفسك
أرتيوموفسك (بالروسية: Артёмовск) هي إحدى مدن روسيا في الكيان الفدرالي الروسي كراسنويارسك كراي. يبلغ عدد سكانها حوالي 2369 نسمة.